# IC 4884
IC 4884 ist eine linsenförmige Galaxie vom Hubble-Typ S0 im Sternbild Pfau am Südsternhimmel. Sie ist schätzungsweise 197 Millionen Lichtjahre von der Milchstraße entfernt und hat einen Durchmesser von etwa 75.000 Lj. 

Im selben Himmelsareal befinden sich u. a. die Galaxien NGC 6810 und IC 4878.
Das Objekt wurde am 17. September 1901 von DeLisle Stewart entdeckt.